# Legionowo
Legionowo ([lɛɡʲɔˈnɔvɔ] lyssna (fil)) är en stad i Masoviens vojvodskap i Polen. Staden hade 54 137 invånare (2016).

## Vänorter
- Kovel, Ukraina
- Obsjtina Sevlievo, Bulgarien
- Rzjev, Ryssland
- Jiujiang, Kina
- Carnikava, Lettland
- Bordzjomi, Georgien